# Poupas
Poupas is een gemeente in het Franse departement Tarn-et-Garonne (regio Occitanie) en telt 93 inwoners (2009). De plaats maakt deel uit van het arrondissement Castelsarrasin.

## Geografie
De oppervlakte van Poupas bedraagt 10,1 km², de bevolkingsdichtheid is dus 9,2 inwoners per km².
De onderstaande kaart toont de ligging van Poupas met de belangrijkste infrastructuur en aangrenzende gemeenten.

## Demografie
Onderstaande figuur toont het verloop van het inwonertal (bron: INSEE-tellingen).